# Pselaphodes wrasei
Pselaphodes wrasei – gatunek chrząszcza z rodziny kusakowatych i podrodziny marników. Występuje endemicznie w Chinach.

## Taksonomia
Gatunek ten opisali po raz pierwszy w 2013 roku Yin Ziwei i Li Lizhen na łamach ZooKeys. Jako miejsce typowe wskazano Zhongdian w chińskiej prowincji Junnan. Epitet gatunkowy nadano na cześć Davida W. Wrase’a, który odłowił holotyp i część paratypów.
Gatunek zalicza się w obrębie rodzaju do grupy gatunków Pselaphodes tianmuensis, obejmującej również Pselaphodes anhuianus, Pselaphodes daii, Pselaphodes hainanensis, Pselaphodes kuankuoshuiensis, Pselaphodes longilobus, Pselaphodes tianmuensis, Pselaphodes tiantongensis i Pselaphodes yunnanicus.

## Morfologia
Chrząszcz ten osiąga od 3,27 do 3,32 mm długości i od 1,29 do 1,34 mm szerokości ciała. Ubarwienie ma rudobrązowe. Głowa jest dłuższa niż szeroka, o bocznie zaokrąglonych zapoliczkach. Oczy złożone buduje u samca około 35, a u samicy około 30 omatidiów. Czułki buduje jedenaście członów, z których trzy ostatnie są powiększone, a u samca dziewiąty jest ponadto zmodyfikowany. Przedplecze jest nieco dłuższe niż szerokie, o okrągławo rozszerzonych krawędziach przednio-bocznych. Pokrywy są szersze niż dłuższe. Zapiersie u samców (metawentryt) ma długie, cienkie, u wierzchołka zwężone wyrostki. Odnóża przedniej pary mają uzbrojone kolcami brzuszne strony krętarzy i ud oraz niewielki wyrostek na szczycie goleni. Odnóża środkowej pary mają po jednym kolcu na spodach krętarzy oraz niezmodyfikowane uda. Biodra, krętarze i uda tylnej pary odnóży również pozbawione są modyfikacji. Odwłok jest szeroki na przedzie i zwęża się ku tyłowi. Genitalia samca mają środkowy płat edeagusa asymetryczny i cienki.

## Ekologia i występowanie
Owad ten jest endemitem południowo-zachodniej części Chin, znanym tylko z lokalizacji typowej w prowincji Junnan. Spotykany był na rzędnych od 3500 do 3550 m n.p.m. Zasiedla ściółkę i mchy w starych lasach mieszanych.